# Wenceslao Victoria Soto, Oaxaca
Wenceslao Victoria Soto är en ort i Mexiko.   Den ligger i kommunen Santa Cruz Xoxocotlán och delstaten Oaxaca, i den sydöstra delen av landet, 400 km sydost om huvudstaden Mexico City. Wenceslao Victoria Soto ligger 1 608 meter över havet och antalet invånare är 146.
Terrängen runt Wenceslao Victoria Soto är varierad, och sluttar österut. Runt Wenceslao Victoria Soto är det tätbefolkat, med 570 invånare per kvadratkilometer. Närmaste större samhälle är Oaxaca de Juárez, 7,0 km öster om Wenceslao Victoria Soto. I omgivningarna runt Wenceslao Victoria Soto växer huvudsakligen savannskog.